# 五族共和

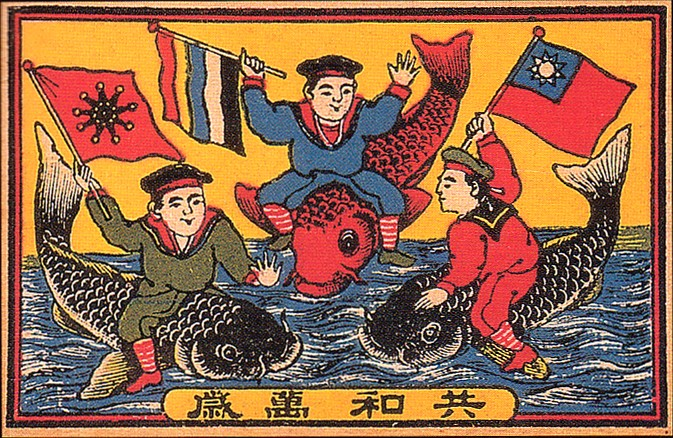
中間的旗幟是五色旗，下方寫有「共和萬歲」

五族共和，是一種中華民族主義思想，源自清末立宪运动的“五族大同”，是中华民国成立初期的政治口号。強調中國是由五大民族平等組成的民族國家。以五色旗作为国旗，分别代表汉（红）；满（黄）；蒙（蓝）；回（白）；藏（黑）。
其中“回”與現代的回族不同，在当时泛指回教（伊斯蘭教）穆斯林，亦指回疆各民族。也就是說，不僅指現代的回族，也還包括其他信奉回教的民族，比如维吾尔族、乌孜别克族等。另外清朝曾将新疆称为回疆。
中國東北达斡尔族曾經主張六族共和，在在漢、滿、蒙、回、藏等五族之外，再加上達斡爾族。大中华国云南军都督府曾經提出七族共和理念，在漢、滿、蒙、回、藏等五族之外，再加上苗族與傜族，形成中國七大民族。

## 歷史經過
五族共和源自清末立宪运动的“五族大同”。奉慈禧和光绪之命考察外国宪政归来的满人大臣载泽和端方等《条陈化满汉畛域办法八条摺》，主张“宪政之基在弭隐患，满汉之界宜归大同”，“放弃满洲根本，化除满汉畛域，诸族相忘，混成一体”。同时，以乌泽声、恒钧、穆都哩、裕端等一批满族留日学生为主，在东京、北京创办《大同报》及《北京大同日报》，专门以提倡“汉满人民平等，统合满、汉、蒙、回、藏为一大国民”为宗旨，宣传“五族大同”。五族大同是清末立宪派的主流思想，包括梁启超等亦支持此思想。
1907年，杨度在其主办的《中国新报》刊登《金铁主义》，鼓吹五族立宪论，宣传“五族合一”、“五族一家”。杨度认为，领土、人民、统治权为国家之至关重要的要素，从王朝到现代民族国家的转型之路中有三个要素坚决不能改变，即“国民之汉、满、蒙、回、藏五族，但可合五为一，而不可分一为五”，“至于合五为一，则此后中国，亦为至要之政”。其后，立宪派成立的政闻社创社宣言《政温社宣言书》以及政温社主笔蒋智由的《变法后中国立国之大政策论》主张“于立宪之下，合汉满蒙诸民族皆有政治之权，建设东方一大民族之国家，以谋竞存于全地球列强之间是也”。
1912年1月1日，孙中山发表《中华民国临时大总统宣言书》，提出“五族共和”论：“国家之本，在于人民。合汉、满、蒙、回、藏诸地方为一国，即合汉、满、蒙、回、藏诸族为一人。是曰民族之统一。”对武昌起义后十数行省先后宣布独立也作了说明：“所谓独立，对於清廷为脱离，对於各省为联合，蒙古、西藏，意亦如此，行动既一，决无歧趋，枢机成於中央，斯经纬周於四至，是曰领土之统一。”南北议和之后，五族共和成为民国的官方思想。
孙中山认为，五色旗，“既言五族平等，而上下排列，仍有阶级”，于1912年1月12日的《复参议院论国旗函》陈述其反对五色旗为国旗的多个理由。五色旗用于北洋政府。1928年國民革命軍北伐，通令取消五色旗，改懸青天白日紅旗。袁世凯的中华帝国和日本扶植的满洲国国旗也都参照五色旗制定。
民国七、八年间，在齐齐哈尔的一些达斡尔族上层分子金鹤年、钦同普等，主张“五族共和”应加上达斡尔族成为“六族共和”。成吉思汗三十代孙特古斯阿勒坦呼雅克圖，因为号召各族王公反对外蒙古自治，致电国民政府表示拥护汉、满、蒙、回、藏五族共和。民国元年（公元1912年）中华民国大总统袁世凯为了笼络蒙古族人心，特意晋封特古斯阿勒坦呼雅克圖为和硕亲王。

## 演变
国民党对五族共和有不同的看法，孙中山提出「汉、满、蒙、回、藏」的观点，蒋中正则主张五族是「一个民族，五个宗族，兄弟一家」。
1919年，孙中山说“汉族当牺牲其血统、历史与夫自尊自大之名称，而与满、蒙、回、藏之人民相见以诚，合为一炉而冶之，以成一中华民族。”1920年11月4日，孙中山说：“我们中国许多的民族也只要化成一个中华民族，并且要把中华民族造成很文明的民族，然后民族主义乃为完了。”1921年3月6日，孙中山说： “本党尚需在民族主义上做功夫，务使满、蒙、回、藏同化于我汉族，成一民族主义的国家”。 “我们讲民族主义，不能笼统讲五族，应该讲汉族底民族主义。仿美利坚民族底规模，将汉族改为中华民族，组成一个完全的民族国家。” “故将来无论何种民族参加于我中国，务令同化于我汉族。”1921年12月10日，孙中山说：“盖藏、蒙、回、满，皆无自卫能力，发扬光大民族主义，而使藏、蒙、回、满，同化于我汉族，建设一最大之民族国家者，是在汉人之自决。”1924年1月27日，孙中山《民族主义》第一讲：“我说民族就是国族，何以在中国是适当，在外国便不适当呢？……因为中国自秦汉而后，都是一个民族造成一个国家。外国有一民族造成几个国家的，有一个国家之内有几个民族的。”“所以就大多数说，四万万中国人，可以说完全是汉人。同一血统，同一言语文字，同一宗教，同一习惯，完全是一个民族”
1934年11月7日，蒋中正在綏遠（今內蒙東部）說：「總理在民族主義中已經指示我們，要我們恢復中國的固有美德，即所謂『忠、孝、仁、愛、信、義、和、平』。總理的意思，就是要我們全國漢滿蒙回藏四萬萬同胞大家忠於國家。」
1942年8月27日，蒋中正在西宁对五族士绅、活佛、阿訇、王公、千户、百户演讲“我们中华民国，是由整个中华民族建立的，而我们中华民族乃是联合我们汉、满、蒙、回、藏五个宗族组成一个整体的总名词，我说我们是五个宗族而不是五个民族，就是说我们都是构成中华民族的分子，像兄弟合成家庭一样。”“我们无论属于汉、满、蒙、回、藏那一宗族，大家同是中华民族构成的一份子，犹如一个家庭里面的兄弟手足，彼此的地位是平等的，生死荣辱更是互相关联的。”“我们人人都是中华民国的国民，都是中华民国的主人，对于建立中华民国，大家都负有共同的责任，都应该尽到共同的义务，亦都享受平等的权利。”
1943年3月，蒋中正在著作《中國之命運》說：「假使滿清對國內漢滿蒙回藏各宗族，不存界限，一視同仁，認識我五族在實質上本是整個的一體，使各宗族不分宗教職業階級男女，皆一律平等，更扶助邊疆各族，培植其自治能力，保障其平等地位，則中國必能與歐美現代各國，並駕齊驅」
1944年10月10日，蒋中正在國慶紀念告全國軍民同胞書說「國父在民國元年元旦以此方針昭告於世界，並昭示我國民，其於外交，[...]其於內政，為「合漢滿蒙回藏諸地為一國」，為「合漢滿蒙回藏為一人」」。

## 图片

军徽
空军标志
国旗（1912年－1928年）
中华帝国国旗（1916年）
中华帝国国旗草案
中華民國維新政府旗帜（1938年－1940年）
蒙古联盟自治政府国旗

### 引用
1. ↑  .   [2012-03-01]. （原始内容存档于2012-07-01）.
2. ↑  .   [2020-01-29]. （原始内容存档于2019-05-02）.
3. ↑  .   [2012-03-01]. （原始内容存档于2016-03-04）.
4. ↑  《孙中山全集》第5卷, 中华书局，1985年，第473页
5. ↑  蔣介石. . 秦孝儀  (编). . 台北: 國民黨黨史委員會. 1984  [2020-01-29]. （原始内容存档于2021-05-15）.
6. ↑  蔣介石. . 秦孝儀  (编). . 台北: 國民黨黨史委員會. 1984  [2020-01-29]. （原始内容存档于2021-05-15）.
7. ↑  蔣介石. . . 1943年3月  [2020-01-29]. （原始内容存档于2021-05-15）.
8. ↑  蔣介石. . 秦孝儀  (编). . 台北: 國民黨黨史委員會. 1984  [2020-01-29]. （原始内容存档于2021-05-15）.